# Tiere im Wienerwald
Der Wienerwald ist eines der größten Buchen- und Eichenwaldgebiete Mitteleuropas. Neben den typischen Waldtieren Rothirsch, Reh und Wildschwein leben im Wienerwald etwa 150 Brutvogelarten, zahlreiche Reptilien und Amphibien sowie seltene Fledermäuse und Insekten. Der Wienerwald liegt in den Bundesländern Wien und Niederösterreich, die weite Teile als Natura 2000-Gebiete ausgewiesen haben. Im Jahr 2005 wurden ein Gebiet von 105.000 Hektar unter besonderen Schutz gestellt und als Biosphärenpark Wienerwald von der UNESCO anerkannt. Die großen Waldflächen des Wienerwalds werden durch Wiesen und Weiden durchbrochen. Diese bieten je nach Bodentyp verschiedensten Tieren und Pflanzen Lebensraum. Trockenrasenwiesen sind ideal für Ziesel, Gelbbauchunke und Libellen bevölkern Flachmoorwiesen und Teiche. Dieser Abwechslungsreichtum ermöglicht, dass bis zu 560 Tierarten pro Hektar leben.

## Säugetiere

### Nagetiere
| Name             | wissenschaftlicher Name | Beschreibung | Foto |
| ---------------- | ----------------------- | --- | ---- |
| Biber            | Castor fiber            | Der Biber kann eine Gesamtlänge von 1,35 m und ein Gewicht von 20–30 kg erreichen. Charakteristisch ist der breite, flache und mit schuppenartigen Hornplättchen besetzte Schwanz. Sein Fell besteht aus zwei Haartypen. Zwischen den oberen langen Grannenhaaren und der dichten Unterwolle bildet sich eine isolierende Luftschicht. Mit seinen immer nachwachsenden langen Schneidezähnen kann der Biber Bäume fällen. Er ist dämmerungs- und nachtaktiv und kann bis zu 20 Jahre alt werden. |      |
| Eichhörnchen     | Sciurus vulgaris        | Eichhörnchen haben ein rotgraues bis schwarzes Fell, große Augen, Ohrpinsel und einen langen buschigen Schwanz. Sie erreichen eine Körpergröße von 20–28 cm, eine Schwanzlänge von 14–24 cm und ein Gewicht von 230 bis 280 g. Sie ernähren sich von Pflanzenteilen, Eiern und Jungvögeln und erreichen ein Alter von 8 bis 10 Jahren. |      |
| Siebenschläfer   | Glis glis               | Das Fell der Siebenschläfer ist auf der Oberseite graubraun, auf der Unterseite hellgrau. Die Ohren sind klein, die Augen groß. Ihr Körper erreicht eine Länge von 15–19 cm, der Schwanz ist 11–15 cm lang, sie werden 70–180 g schwer. Sie fressen Pflanzenteile, Beeren, Eier, Jungvögel und Obst und werden bis zu 9 Jahre alt. |      |
| Streifenhörnchen | Tamias striatus         | Streifenhörnchen werden 15–25 cm groß und 40–130 g schwer. Ihr Fell ist gelbbraun mit weißen Streifen. Sie stammen ursprünglich aus Nordamerika und wurden in Europa eingebürgert. Als Einzelgänger fressen sie Früchte, Samen, Nüsse, Insekten und Weichtiere. Sie werden 2–3 Jahre alt. |      |
| Ziesel           | Spermophilus citellus   | Der Ziesel hat eine schlanken Körper von bis zu 40 cm Länge und ein Gewicht von etwa 1 kg. Sein Schwanz ist buschig und etwa 20 cm lang. Das Fell ist an der Oberseite braungrau, an der Unterseite weiß. Ziesel sind Pflanzenfresser, sie leben in Kolonien und legen weit verzweigte unterirdische Bauten an. Hier ziehen sie ihre Jungen auf und halten den Winterschlaf. |      |

### Hasentiere
| Name          | wissenschaftlicher Name | Beschreibung | Foto |
| ------------- | ----------------------- | --- | ---- |
| Feldhase      | Lepus europaeus         | Bei einer Körperlänge von 44–76 cm erreicht der Hase ein Gewicht von 2,5 bis 6,5 kg. Sein Fell ist gelbbraun mit weißen und dunklen Haarspitzen, der Bauch und die Schwanzunterseite sind weiß. Er hat große, hellbraune Ohren mit schwarzen Spitzen. Feldhasen können 3 bis 4 mal im Jahr Junge bekommen, ihre Lebenserwartung liegt bei 10 bis 12 Jahren. |      |
| Wildkaninchen | Oryctolagus cuniculus   | Wildkaninchen wurden im Wienerwald eingebürgert. Mit 35–45 cm Körpergröße und einem Gewicht von 1,3–3 kg sind sie deutlich kleiner als Feldhasen. Ihre Ohren sind kürzer als der Kopf. Sie haben 5–6 Würfe im Jahr mit bis zu 15 Jungen. Ihre Lebenserwartung liegt bei ein bis zwei Jahren.                                                                |      |

### Raubtiere
| Name        | wissenschaftlicher Name | Beschreibung | Foto |
| ----------- | ----------------------- | --- | ---- |
| Baummarder  | Martes martes           | Baummarder werden bei einem Gewicht von 1000 bis 2500 g bei einer Körperhöhe von 15 cm etwa 42–52 cm groß, ihr Schwanz ist zusätzlich 22–27 cm lang. Das Fell ist dunkelbraun mit einem dottergelben Kehlfleck. Ihre runden Ohren haben einen gelblichen Rand, die Nase ist schwarz. Nach einer langen Tragzeit von 260–305 Tagen bringen sie 2–4 blinde, fast nackte Junge zur Welt. Sie ernähren sich von Kleinsäugern, Vögeln, Eiern und Beeren. |      |
| Dachs       | Meles meles             | Der Dachs hat einen 60–70 cm langen Körper, einen 15–20 cm langen Schwanz und ist 10–18 kg schwer. Sein Fell ist silbergrau, die Unterseite schwarz. Der Kopf ist weiß mit zwei schwarzen Augenstreifen, die von der Nase bis zum Ohr reichen. Dachse sind Allesfresser und leben in Laub- oder Mischwäldern in selbstgegrabenen Bauen. Im Winter halten sie eine längere Ruhezeit.                                                                 |      |
| Fischotter  | Lutra lutra             | Dieser Wassermarder hat eine stromlinienförmige Form. Sein Fell ist an der Oberseite braun und an der Unterseite licht. Er erreicht ein Gewicht von 7–10 kg, ist ein Einzelgänger und frisst Fische, Amphibien, Wasserinsekten und Krebse. |      |
| Fuchs       | Vulpes vulpes           | Mit einer Kopf-Rumpf-Länge von 60–77 cm, einer Schwanzlänge von 32–53 cm und einer Körperhöhe von 35–40 cm wird der Fuchs 4–10 kg schwer. Er hat ein dichtes, rotbraunes Fell mit weißer Unterseite, der Schwanz ist buschig, schwärzlich und oftmals mit weißer Spitze. Er ist ein Allesfresser, ernährt sich jedoch vor allem von Mäusen und wird 10–12 Jahre alt.                                                                                |      |
| Hermelin    | Mustela erminea         | Das Hermelin wird 125–445 g schwer, 22–31 cm groß und hat einen 8–12 cm langen Schwanz. Sein Sommerkleid ist oben braun, die weiße Unterseite ist scharf abgegrenzt. Das Winterfell ist reinweiß. Es frisst Mäuse, Kleinvögel und Insekten und wird 10 Jahre alt. |      |
| Mauswiesel  | Mustela nivalis         | Dieses kleine Raubtier hat ein Gewicht von 45–200 g. Sein Fell ist an der Oberseite braun und an der Unterseite hell. Das Mauswiesel liebt trockene Habitate, ist tag- und nachtaktiv und ernährt sich vor allem von Kleinsäugern, die es auch in Mäusegängen erbeutet. |      |
| Steinmarder | Martes foina            | Der Steinmarder ist mit 1,3–2,3 kg, einer Körperlänge von 42–50 cm und einer Schwanzlänge von 23–26 cm ungefähr gleich groß wie der Baummarder. Im Gegensatz zu diesem hat er eine weiße Kehle und eine weiße Brust. Nach 60 Tagen Tragzeit wirft er 3–5 blinde, fast nackte Junge. Er ist ein Allesfresser, der 10–12 Jahr alt wird. |      |
| Waldiltis   | Mustela putorius        | Mit 0,6–1,5 kg ist der Waldiltis etwas kleiner als eine Hauskatze. Gut erkennbar ist er an seiner dunklen Maske im hellen Gesicht. Er liebt das Wasser und jagt als Einzelgänger in der Nacht. |      |
| Waschbär    | Procyon lotor           | Der Waschbär ist etwas größer als eine Hauskatze und erreicht ein Gewicht von 5–16 kg. Markant sind seine schwarze Gesichtsmaske und sein buschiger Schwanz mit schwarzen Ringen. Er ist Allesfresser, stammt aus Nord- und Mittelamerika und wanderte von Deutschland ausgehend nach Österreich ein. |      |
| Wildkatze   | Felis silvestris        | Die Männchen der Wildkatze werden mit einem Gewicht bis zu 8 kg, einer Körperlänge von 80–90 cm und einer Schwanzlänge von 30 cm etwas größer als Hauskatzen. Am Schwanz haben sie drei deutliche schwarze Ringe. Als Lebensraum benötigen sie ausgedehnte Wälder, sie fressen Kleinsäuger bis zur Hasengröße und werden 12–15 Jahre alt. |      |

### Paarhufer
| Name        | wissenschaftlicher Name | Beschreibung | Foto |
| ----------- | ----------------------- | --- | ---- |
| Damhirsch   | Cervus dama             | Der wiederangesiedelte Damhirsch ist 1,2–1,5 m lang und wird 50–90 kg schwer. Sein Fell ist rotbraun und mit hellen Flecken übersät. Auffallend ist auch der schwarz eingerahmte, leuchtend weiße Spiegel. Im Winter ist das Fell graubraun und ohne Flecken. Die Männchen tragen ein großes Geweih, das jährlich im Mai oder Juni abgeworfen wird. Damhirsche leben in lichten Wäldern und fressen Blätter, Gräser und Kräuter. |      |
| Gämse       | Rupicapra rupicapra     | Gämsen kommen am Hohen Lindkogel und in westlich davon gelegenen Bereichen vor. Sie erreichen ein Gewicht von 15–60 kg bei einer Körperlänge von 110–130 cm und einer Körperhöhe von 70–85 cm. Das Sommerfell ist rotbraun mit schwarzem Aalstrich, dunklen Wangenstreifen und dunkler Unterseite. Das Winterfell ist schwarzbraun mit heller Unterseite. Die Ohren sind lang und schmal. Beide Geschlechter tragen Hörner, die senkrecht nach oben stehen und nach hinten gehakte Spitzen haben. Sie fressen Gras und Kräuter und werden 12–18 Jahre alt. |      |
| Mufflon     | Ovis musimon            | Mufflons sind wiederangesiedelte Pflanzenfresser, die 25–50 kg schwer und 1–1,3 m groß werden. Sie haben ein schwarz-braunes Fell und die Männchen tragen dicke, nach hinten gedrehte, spiralige Hörner. Die Hörner der Weibchen bleiben klein. Die Tiere sind Wiederkäuer und ernähren sich von Laub, Gräsern, Kräutern, Moosen, Flechten, Baumrinden und auch von Giftpflanzen wie etwa der Tollkirsche. Sie können 12–18 Jahre alt werden. |      |
| Reh         | Capreolus capreolus     | Rehe leben überall im Wienerwald, etwa 10 bis 40 Tiere je 100 Hektar. Sie erreichen ein Gewicht von 15–20 kg bei einer Kopf-Rumpf-Länge von 100–140 cm. Das Sommerfell ist rotbraun, das Winterfell graubraun, Jungtiere sind gefleckt. Die Ohren sind lanzettenförmig, die Nase ist schwarz. Die Männchen tragen ein Geweih, dass jährlich erneuert wird. Rehe ernähren sich von Gras, Kräutern, Pilzen, Flechten und Obst und werden 15 Jahre alt. |      |
| Rothirsch   | Cervus elaphu           | Hirsche kommen im Wienerwald nur südlich der Westautobahn vor. Bei einer Kopf-Rumpf-Länge von 160–250 cm und einer Körperhöhe von 90–150 cm erreichen sie ein Gewicht von 95–350 kg. Ihr Sommerfell ist rotbraun, das Winterfell graubraun. Die Ohren sind lanzettenförmig, die Nase ist schwarz. Die Männchen tragen ein Geweih, das jährlich abgeworfen wird und vergrößert nachwächst. In der Brunftzeit wächst ihnen eine Halsmähne. Hirsche erreichen ein Alter von 12–15 Jahren.                                                                     |      |
| Wildschwein | Sus scrofa              | Wildschweine werden auch als Schwarzwild bezeichnet. Sie leben überall im Wienerwald, auch in Siedlungsnähe. Bei einer Körperlänge von 110–180 cm erreichen sie ein Gewicht von 35–350 kg. Erwachsene Tiere haben ein dichtes graubraunes Haarkleid, Jungtiere erkennt man an gelblichen Querstreifen. Die Augen sind klein, die Ohren groß und spitz, der Schwanz hat eine Quaste. Die Männchen haben große scharfe Eckzähne. Wildschweine sind Allesfresser.                                                                                             |      |

### Fledermäuse
Im Wienerwald leben 15 Fledermausarten, wobei viele gefährdet sind.
| Name                  | wissenschaftlicher Name   | Beschreibung | Foto |
| --------------------- | ------------------------- | --- | ---- |
| Abendsegler           | Nyctalus noctula          | Der Abendsegler erreicht eine Flügelspannweite von 40 cm (Unterarmlänge 47–59 mm) und gehört damit zu den größten Fledermäusen des Wienerwalds. Er besiedelt Baumhöhlen und Spalten in alten Gebäuden, sein bevorzugter Lebensraum sind Grabenlandbäche mit Ufergalerien. Wie alle heimischen Fledermäuse jagt er Insekten und ist häufig schon vor Einbruch der Dämmerung zu sehen. |      |
| Bartfledermaus        | Myotis mystacinus         | Die Bartfledermaus hat eine Unterarmlänge von 32–36,5 mm. Man kann sie von April bis August in offenen und halboffenen Landschaften sehen. Die Paarungszeit ist von August bis November, den Winter verbringt sie meist in Höhlen. |      |
| Bechsteinfledermaus   | Myotis bechsteinii        | Mit einer Unterarmlänge von 39–47 mm ist die Bechsteinfledermaus eine mittelgroße Fledermaus. Sie bewohnt hauptsächlich alte Laubwälder. Mit Hilfe ihrer großen Ohren kann sie Krabbelgeräusche von Insekten hören und diese erbeuten. |      |
| Breitflügelfledermaus | Eptesicus serotinus       | Die Breitflügelfledermaus hat eine Unterarmlänge von 48–58 mm. Sie zieht ihre Brut großteils in Gebäuden auf. Durch den Verschluss von Spalten und Dachböden ist sie gefährdet. |      |
| Fransenfledermaus     | Myotis nattereri          | Die Fransenfledermaus lebt in Wäldern und Siedlungen. Sie wechselt alle 1 bis 4 Tage das Quartier, ihr Jagdgebiet hat einen Radius von etwa 6 km. Sie ist lange aktiv und jagt auch noch bei Temperaturen knapp über Null Grad. Die unterirdischen Winterquartiere bezieht sie erst im November.                                                                                     |      |
| Kleiner Abendsegler   | Nyctalus leisleri         | Der Kleine Abendsegler hat eine Unterarmlänge von 38–47 mm. Er ist eine typische Waldfledermaus, die im offenen Luftraum jagt, aber auch entlang von Waldwegen und Schneisen. Sie erreicht dabei Geschwindigkeiten von 40 km/h. Von ihr sind Wanderungen über 1500 Kilometer belegt.                                                                                                 |      |
| Mausohr               | Myotis myotis             | Das Mausohr siedelt gerne in Kolonien auf Dachböden. Sie hat eine Unterarmlänge von 55–67 mm und ist von April bis August zu beobachten. |      |
| Mopsfledermaus        | Barbastella barbastellus  | Die Mopsfledermaus lebt in Wäldern, wo sie in Spalten und hinter abstehender Rinde Quartier bezieht. Sie hat eine Unterarmlänge von 37–44 mm. |      |
| Mückenfledermaus      | Pipistrellus pygmaeus     | Mit einer Unterarmlänge von 28–32 mm ist die Mückenfledermaus die kleinste Fledermaus im Wienerwald. Ihre Beute sind kleine Insekten, die sie im Wald und an Gewässern jagt. |      |
| Nymphenfledermaus     | Myotis alcathoe           | Die Nymphenfledermaus ist eine Waldfledermaus, die Laubwälder mit Feuchtstellen bevorzugt. |      |
| Wasserfledermaus      | Myotis daubentonii        | Die Wasserfledermaus hat eine Unterarmlänge von 33–42 mm. Sie bezieht meist Baumhöhlen als ihr Quartier und erbeutet kleine Insekten, die sie mit ihren recht großen Füßen von der Wasseroberfläche von Teichen fischt. |      |
| Weißrandfledermaus    | Pipistrellus kuhlii       | Den Namen erhielt diese Fledermaus, da sie am Rand der Flughaut einen weißen Saum hat. Sie hat eine Unterarmlänge von 30–37 mm und hat ihr Versteck oft hinter Wandverkleidungen, in Fensterkästen oder in Felsspalten. |      |
| Wimperfledermaus      | Myotis emarginatus        | Mit einer Unterarmlänge von 36–45 mm ist die Wimperfledermaus eine mittelgroße Fledermausart. Sie bildet Kolonien auch an hellen Orten wie in Viehställen. Einzeln findet man sie auch unter Dachfirsten. Ihr bevorzugter Lebensraum sind Streuobstwiesen. |      |
| Zweifarbfledermaus    | Vespertilio murinus       | Bei einer Körpergröße von 6,4 cm erreicht die Zweifarbfledermaus eine Spannweite von 25–30 cm. Sie lebt vor allem in Siedlungen und Gärten und macht weite Wanderungen. |      |
| Zwergfledermaus       | Pipistrellus pipistrellus | Die Zwergfledermaus hat eine Größe von 3,3–5,2 cm und eine Unterarmlänge von 28–35 mm. Sie ist an der Oberseite braun mit hellerer Unterseite, die Ohren sind dreieckig, die Flügel schmal. Sie überwintert in Höhlen und Dachböden und wird 20 Jahre alt. |      |

## Vögel (Auswahl)
| Name                  | wissenschaftlicher Name | Gruppe             | Beschreibung | Foto |
| --------------------- | ----------------------- | ------------------ | --- | ---- |
| Aaskrähe (Rabenkrähe) | Corvus corone           | Singvogel          | Diese schwarze Krähe lebt ganzjährig im Wienerwald. Sie wird 40–50 cm groß, ihre Schnabelwurzel ist unbefiedert. Sie bevorzugt offene Kulturlandschaft mit Bäumen. Auf diesen bauen die Tiere dicht aneinander ihre Nester aus Reisig. |      |
| Auerhuhn              | Tetrao urogallus        | Federwild          | Das Auerhuhn wird 54–90 cm groß, die Männchen sind schwarzbraun, die Weibchen tragen eine Tarnfarbe. Die Tiere leben in Nadel- und Mischwäldern und ernähren sich von Knospen, Blättern und Beeren, im Winter von Kiefernnadeln. Bekannt ist das imposante Balzverhalten der Auerhähne, das ab März im Mondschein stattfindet. |      |
| Baumfalke             | Falco subbuteo          | Raubvogel          | Baumfalken werden 29–35 cm groß. Mit seinen sichelförmigen Flügeln gleicht sein Flugbild eher einem Mauersegler als einem Greifvogel. Sein Kopf ist schwarz-weiß gezeichnet, das Gefieder bei den Beinen ist rötlich. Er brütet meist am Waldrand und erbeutet Insekten und Kleinvögel. Baumfalken sind Zugvögel, die im südlichen Afrika überwintern. |      |
| Eichelhäher           | Garrulus glandarius     | Singvogel          | Der Eichelhäher ist 34 cm groß und 170 g schwer. Er ist ein rötlichbrauner Vogel mit weißem Oberkopf und schwarzem Bartstrich. Auffällig ist die blau-weiß-schwarze Bänderung an der Schulter. Die Flügel sind schwarz mit weißem Fleck, der Bürzel weiß und der Schwanz schwarz. Sie sind Baumbrüter, das Weibchen legt von April bis Juni 5–6 Eier. Nach 16–17 Tagen schlüpfen die Jungen und bleiben 19–20 Tage im Nest. Eichelhäher fressen Eicheln, Bucheckern, Früchte und Insekten. |      |
| Elster                | Pica pica               | Singvogel          | Die Elster wird mit Schwanz bis zu 46 cm groß und 210 g schwer. Sie ist an ihrer typischen schwarz-weiß-Färbung und ihrem Flatterflug gut zu erkennen. Das Weibchen legt von März bis Mai 5–7 Eier, die 18–20 Tage bebrütet werden. Die Jungen bleiben 4–5 Wochen im Nest. Die Elster ist ein Allesfresser, der offenes Gelände mit einzelnen Bäumen bevorzugt. |      |
| Graureiher            | Ardea cinerea           | Reiher und Störche | Der Graureiher hat eine Größe von 91 cm und erreicht ein Gewicht von 1,5–2 kg. Der Körper ist grau, Kopf und Unterseite sind weißlich, am Hinterkopf hat er einen schwarzen Federschopf. Der Schnabel ist gelb, die braunen Beine sind länger als der Schwanz. Die 3–5 Eier werden 25–28 Tage bebrütet, die Jungen bleiben 50–55 Tage im Nest. |      |
| Habicht               | Accipiter gentilis      | Raubvogel          | Der Habicht wird bei einer Größe von 48–61 cm 700 bis 1200 g schwer. Das Gefieder auf der Oberseite ist schiefergrau bis graubraun, die helle Unterseite hat Querbinden. Am Kopf befindet sich ein weißer Überaugenstreifen. Die Tiere legen zwischen März und Juli 3–4 Eier in einen Horst in hohen Bäumen. Sie brüten 35–41 Tage, die Jungen verlassen nach 38–43 Tagen das Nest. Der Habicht ist ein Überraschungsjäger, der sich hauptsächlich von Säugern und Vögeln ernährt.         |      |
| Mäusebussard          | Buteo buteo             | Raubvogel          | Der Mäusebussard wird 600–1300 g schwer und 51–56 cm groß. Seine Farbe variiert von braun bis fast weiß, er hat einen runden Kopf, einen kurzen Hals und breite Schwingen. Diese und seinen gespreizten Schwanz erkennt man gut bei seinem markanten Segelflug. Seinen Horst baut er auf Einzelbäumen. Ab April legt er 2–3 Eier, die er 33–35 Tage bebrütet. Die Jungen verlassen nach 40–49 Tagen das Nest.                                                                              |      |
| Rebhuhn               | Perdix perdix           | Wachtelvogel       | Das Rebhuhn ist mit 28–32 cm Größe etwas kleiner als das Haushuhn. Sein Gefieder ist braun-grau marmoriert, das Gesicht ist orangerot. Bei seinem Flug wird der rostrote Schwanz sichtbar. Es lebt in offenen Weiden und Feldern. Durch intensive Landwirtschaft ist es vom Aussterben bedroht. |      |
| Reiherente            | Aythya fuligula         | Entenvogel         | Mit 40–47 cm Größe ist die Reiherente eine zierliche schwarze Ente mit weißen Flanken und einer typischen Federtolle auf dem Kopf. Sie lebt das ganze Jahr im Wienerwald, kann gut tauchen, ist anpassungsfähig und ernährt sich auch von Muscheln. |      |
| Ringeltaube           | Columba palumbus        | Taube              | Die Ringeltaube ist eine massige Taube, die durch ihren weißen Fleck am Hals gut erkennbar ist. Im Flug sind auch die weißen Flecken auf den Flügeln sichtbar. Sie brütet in Wäldern und ernährt sich vegetarisch von Eicheln, Bucheckern, Samen, Blättern und Früchten. |      |
| Schwarzstorch         | Ciconia nigra           | Reiher und Störche | Dieser 3 kg schwere Storch wird beinahe 1 m groß. Sein schwarzes Gefieder glänzt metallisch grün-rot, die Unterseite ist weiß, Beine und Schnabel sind rot. Die Fortpflanzung findet von April bis August statt. Er legt 4 Eier, die er 30–35 Tage lang bebrütet. Die Jungen verlassen nach 62–69 Tagen das Nest. Sein Lebensraum sind Wälder mit Seen und Tümpeln, er frisst Amphibien und Fische.                                                                                        |      |
| Silberreiher          | Ardea alba              | Reiher und Störche | Dieser weiße Reiher wird 85–100 cm groß und brütet in ungestörten Schilfgebieten. Seine Nahrung sucht er in flachem Wasser, wo er Fische, Frösche, Molche und andere Wassertiere fängt. Er verbringt teilweise auch den Winter im Wienerwald, dann ernährt er sich von Mäusen. Wie alle Reiher fliegt er mit eingezogenem Hals. |      |
| Sperber               | Accipiter nisus         | Raubvogel          | Der Sperber wird 28–38 cm groß und 130–320 g schwer. Beim Männchen ist die Oberseite blaugrau, beim Weibchen braungrau. Beide haben eine helle, dunkel gebänderte Unterseite. Die Fortpflanzung findet in den Monaten April bis Juni statt, 4–5 Eier werden 33–35 Tage lang bebrütet, die Jungen bleiben 24–30 Tage im Nest. Die Hauptnahrung des Sperbers sind Vögel, die er bevorzugt in Nadelwälder mit offenen Flächen jagt.                                                           |      |
| Turmfalke             | Falco tinnunculus       | Raubvogel          | Beim 27–33 cm großen Vogel wird das Männchen bis zu 190 g schwer. Sein Gefieder ist am Rücken rotbraun mit dunklen Flecken, Kopf und Schwanz sind blaugrau. Das Weibchen wird bis zu 240 g schwer, Kopf und Rücken sind hellbraun, der Schwanz rotbraun, gebändert. Es legt von April bis Juli 4–6 Eier, die 27–31 Tage bebrütet werden. Die Jungen bleiben 28–32 Tage im Nest. Der Turmfalke bevorzugt offenes Gelände, wo er sich von Kleinsäugern, Insekten und Jungvögeln ernährt.     |      |
| Uhu                   | Bubo bubo               | Eulen              | Der Uhu ist 60–70 cm groß und hat eine Flügelspannweite von 180 cm. Er ist die größte Eule und auch durch seine langen Federohren und orangegelben Augen unverwechselbar. Er bewohnt ausgedehnter Waldgebiete und jagt Igel, Frösche, Mäuse aber auch Feldhasen und Wasservögel. |      |
| Wacholderdrossel      | Turdus pilaris          | Singvogel          | Die Wacholderdrossel ist eine auffällig grau und braun gezeichnete große Drossel, die oft in Schwärmen vorkommt und durch ihre „Schack-schack-schack“-Rufe unverwechselhaft ist. Sie brütet in kleinen Kolonien an Waldrändern aber auch in Siedlungsgebieten. Sie frisst Regenwürmer, Beeren und andere Früchte. |      |
| Waldkauz              | Strix aluco             | Eulen              | Mit 37–42 cm ist der Waldkauz eine mittelgroße Eule. Er hat schwarze Augen und einen kurzen Schwanz. Er ist anpassungsfähig und brütet überall, wo es hohle Bäume gibt, nimmt aber auch Nischen in ungestörten Gebäuden und Nistkästen als Brutplatz an. Er ernährt sich von Mäusen, Kleinvögeln, Regenwürmern, Käfern, Fledermäusen und auch Fischen. Bekannt ist sein Ruf „hululuuuu-u-u“, den man in der Abenddämmerung hören kann.                                                     |      |
| Wanderfalke           | Falco peregrinus        | Raubvogel          | Der Wanderfalke wird 38–50 cm groß, sein Rücken ist blaugrau, Brust und Bauch sind hell mit dunklen Flecken. Der Kopf ist dunkel mit einem schwarzen Backenbart. Er brütet in Steilwänden oder auf Bäumen und macht Jagd auf Vögel. |      |
| Weißstorch            | Ciconia ciconia         | Reiher und Störche | Der Weißstorch wiegt 3400 g und wird 102 cm groß. Der Körper ist weiß, die Arm- und Handschwingen sind schwarz, Beine und Schnabel sind rot. Ab März legt das Weibchen 3–5 Eier, die es 31–34 Tage bebrütet Die Jungen werden 55 Tage im Nest gefüttert. Der Storch lebt auf Wiesen und feuchten Gebieten und ernährt sich von Amphibien, Mäusen, Insekten und Fischen. |      |

## Amphibien
| Name            | wissenschaftlicher Name | Beschreibung | Foto |
| --------------- | ----------------------- | --- | ---- |
| Alpen-Kammmolch | Triturus carnifex       | Der Alpen-Kammmolch wird etwa 12–13 cm groß, Weibchen auch über 20 cm. Die Männchen entwickeln während der Paarungszeit einen Rückenkamm, die Weibchen legen von März bis Juni 200 bis 400 Eier einzeln an Wasserpflanzen ab. Die Larven überwintern im Wasser. Die Molche fressen Schnecken, Würmer und kleine Kerbtiere. |      |
| Erdkröte        | Bufo bufo               | Die Männchen der Erdkröte werden 8 cm, die Weibchen bis zu 13 cm groß. Die Tiere sind plump, braun bis graubraun, warzig und trocken. Die Unterseite ist heller. Die Fortpflanzung findet von März bis April im Wasser statt. Dabei umklammern die Männchen die Weibchen und besamen die Eischnüre, die die Weibchen um Wasserpflanzen ablegen. Die Schnüre können über 6000 Eier enthalten. Nach 12–18 Tagen schlüpfen die Kaulquappen, nach der Metamorphose verlassen die jungen Kröten das Wasser. Die Tiere ernähren sich von Würmern, Insekten und Schnecken, sie können ein Alter von 36 Jahren erreichen. |      |
| Feuersalamander | Salamandra salamandra   | Feuersalamander werden bis zu 28 cm groß. Sie sind glänzend schwarz mit leuchtendgelben Flecken. Die befruchteten Eier entwickeln sich im Weibchen zu Larven, die vierbeinig und kiementragend sind. Diese Larven werden im Wasser abgesetzt. Die Salamander ernähren sich von Würmern, Schnecken und Kerbtieren, ihr Lebensraum sind feuchte Wälder. |      |
| Gelbbauchunke   | Bombina variegata       | Die Gelbbauchunke wird 5 cm groß und lebt in kleinen Tümpeln und Gräben. Kleine Eiballen werden von Juni bis August abgelegt, die Kaulquappen schlüpfen nach einer Woche. Nach der Metamorphose verlassen die Unken das Wasser. Sie fressen vor allem kleine Insekten und werden 20–30 Jahre alt. |      |
| Grasfrosch      | Rana temporaria         | Der Grasfrosch ist an der Oberseite gelb-, rot- oder schwarzbraun und dunkel gefleckt. Die Unterseite ist weiß oder gelblich mit ebenfalls dunklen Flecken. Das Weibchen legt von Februar bis April große Laichballen mit 3000–4000 Eiern. Die Kaulquappen leben 2–3 Monate im Wasser, bevor die Jungfrösche nach ihrer Metamorphose aus dem Wasser steigen. Sie werden über 10 Jahre alt und ernähren sich von Insekten, Spinnen und Kleintieren. |      |
| Laubfrosch      | Hyla arborea            | Der meist leuchtend grüne Frosch wird 4–5 cm groß, hat lange Beine und Finger mit Haftscheiben. Männchen haben eine Schallblase in der Kehle. Von Februar bis April legen die Weibchen 30–100 Eier in Ballen ab. Die Kaulquappen schimmern goldfarben. Die Tiere sind nachtaktiv, leben in Büschen und Bäumen in Wassernähe und ernähren sich von Insekten. |      |
| Teichmolch      | Lissotriton vulgaris    | Dieser häufige Molch besiedelt stehende Gewässer aller Art. Er wird bis zu 11 cm groß, ist bräunlich und die helle Bauchseite weist dunkle Flecken auf. |      |

## Reptilien

### Schlangen
| Name          | wissenschaftlicher Name | Beschreibung | Foto |
| ------------- | ----------------------- | --- | ---- |
| Äskulapnatter | Zamenis longissimus     | ungiftig Bei diesen schlanken Schlangen werden die Weibchen 1,50 m, und die Männchen 1,80 m lang. Die Körperoberseite ist meist braun, die Unterseite gelb oder grau. Ihr bevorzugter Lebensraum sind trockene Eichenwälder, sie besiedelt aber auch Gärten, Waldränder und Uferbereiche von Gewässern. Ihre bevorzugte Beute sind Kleinsäuger.                                     |      |
| Ringelnatter  | Natrix natrix           | ungiftig Die Ringelnatter ist die häufigste Schlange im Wienerwald. Sie ist meist hellgrau bis dunkelgrau mit zwei hellen halbmondförmigen Flecken rechts und links am Kopf und wird 60–90 cm lang. Das Weibchen legt 10–35 Eier unter Laub oder Steinen ab. Die Tiere werden 20–25 Jahre alt, leben in Feuchtgebieten und an Waldrändern, sie fressen vor allem Lurche und Fische. |      |
| Schlingnatter | Coronella austriaca     | ungiftig Diese kleinste Schlange des Wienerwaldes wird meist 50–60 cm lang. Ihre Farbe kann grau, braun oder rötlich sein. Sie hat einen H-förmigen, braunen Fleck auf der Kopfoberseite und zwei dunkle schräg versetzte Fleckenreihen am Rücken. |      |
| Würfelnatter  | Natrix tessellata       | ungiftig Bei dieser Natter werden die Männchen bis 80 cm, die Weibchen bis 120 cm lang, ihr Körper ist würfelig gefleckt. Die Schlange lebt in Fließgewässern und ernährt sich hauptsächlich von Fischen. |      |

### Eidechsen
| Name           | wissenschaftlicher Name | Beschreibung | Foto |
| -------------- | ----------------------- | --- | ---- |
| Blindschleiche | Anguis fragilis         | Die Blindschleiche ist eine beinlose Echse, die bis zu 45 cm lang wird. Sie ist grau bis braun gefärbt mit dunklen Längslinien und bringt 8–25 lebende Junge zur Welt. Ihr Lebensraum sind Schonungen, Himbeerschläge und feuchte Plätze, ihre Nahrung besteht aus Regenwürmern und Nacktschnecken. |      |
| Mauereidechse  | Podarcis muralis        | Die Mauereidechse hat einen abgeflachten Körper, flachen und zugespitzten Kopf und einen langen spitzen Schwanz. Sie wird durchschnittlich 90 mm lang, manche Exemplare bis zu 200 mm. |      |

## Fische
| Name                   | wissenschaftlicher Name | Beschreibung | Foto |
| ---------------------- | ----------------------- | --- | ---- |
| Wienerwald-Bachforelle | Salmo trutta fario      | Die Wienerwaldforelle ist eine Variante der Bachforelle, die in naturbelassenen Oberläufen der Wienerwaldbäche vorkommt, wo kein Besatz von Fischen mehr stattfindet und Vermischung mit anderen Varianten ausgeschlossen ist. Kennzeichen der Wienerwaldforelle sind eine gelbliche Grundfärbung besonders am Bauch und karmesinrote Punkte. |      |

## Insekten (Auswahl)

### Schmetterlinge
In Wien kommen 117 Schmetterlingsarten vor. Neben vielen bekannten Arten sind dies der vom Aussterben bedrohte Saumfleck-Perlmutterfalter, der im Wienerwald österreichweit seine letzten Refugien hat, sowie der Große Feuerfalter, eine EU-weit geschützte Art, der auf Feuchtwiesen im Wienerwald lebt.
| Name                   | wissenschaftlicher Name | Beschreibung | Foto |
| ---------------------- | ----------------------- | --- | ---- |
| Admiral                | Vanessa atalanta        | Der Admiral erreicht eine Flügelspannweite von bis zu 6,5 cm. Seine Flügeloberseite ist dunkel mit einer rot bis orange gefärbten Bänderung. Auf den Spitzen der Vorderflügel sind weiße Flecken. Die Weibchen legen auf Brennnesseln ihre Eier ab, von diesen ernähren sich die Raupen. Ursprünglich war der Admiral ein Wanderfalter, der in Süditalien überwinterte. Jetzt hat sich eine mitteleuropäische Population gebildet, die im Winter nicht mehr über die Alpen nach Süden fliegt, sondern lokal überwintert.                                                          |      |
| Großer Feuerfalter     | Lycaena dispar          | Der Falter wird 4–4,5 cm groß. Bei Männchen ist die Oberseite der Flügel leuchtend orange mit einem schwarzen Rand, bei den Weibchen sind die Hinterflügel dunkelbraun. Die Unterseite der Flügel beider Geschlechter ist blaugrau mit einer orangen Binde nahe dem Flügelrand. Große Feuerfalter leben vor allem in feuchten Gegenden. Die Weibchen legen ihre Eier auf Futterpflanzen für die Raupen. Diese schlüpfen und verpuppen sich entweder im gleichen Jahr oder überwintern als Raupe.                                                                                  |      |
| Großer Fuchs           | Nymphalis polychloros   | Der Große Fuchs hat eine Flügelspannweite von 50–55 mm. Die Flügeloberseite ist orange mit gelb-weiß-schwarzen Flecken. Das Weibchen legt die Eier auf Laubbäumen ab, wo die Raupen in Gruppen leben. Die Falter leben in lichten Wäldern, auf verbuschten Trockenrasen oder auf Streuobstwiesen und ernähren sich von Baumsäften. |      |
| Schwarzer Trauerfalter | Neptis rivularis        | Der Falter hat eine Flügelspannweite von 50 mm. Die Oberseite der Flügel ist schwarz mit weißen Flecken, die Unterseite ist orangebraun und hat ebenfalls weiße Flecken. Die Falter leben von Juni bis August, die Raupen überwintern in einer zu einer Röhre versponnenem Blatt. |      |
| Tagpfauenauge          | Aglais io               | Die Oberseite der Flügel dieser bis zu 55 mm großen Falter ist rostrot mit je einem charakteristischen Augenfleck auf dem Vorder- und dem Hinterflügel. Die Unterseiten der Flügel sind dunkelgrau bis schwarz gefärbt. |      |
| Wiener Nachtpfauenauge | Saturnia pyri           | Dieser Falter wird auch Großes Nachtpfauenauge genannt, er ist mit einer Flügelspannweite von 10–13 cm der größte europäische Schmetterling. Seine Grundfarbe ist braun mit einer grauen und rosa Zeichnung. Jeder Flügel trägt einen Augenfleck mit weißgelben Rand. Die Schmetterlinge fliegen von Mai bis Juni und nehmen in dieser Zeit keine Nahrung auf. Das Weibchen legt nach der Paarung Eier in kleinen Gruppen ab. Die daraus schlüpfenden Raupen verpuppen sich in einem birnenförmigen Kokon. Die Puppen überwintern oft sogar mehrmals, bevor die Falter schlüpfen. |      |
| Zitronenfalter         | Gonepteryx rhamni       | Zitronenfalter erreichen eine Flügelspannweite von 50–55 mm. Die Flügel des Männchens sind leuchtend gelb, die der Weibchen heller und eher grünlich. Die Falter schlüpfen im Sommer und überwintern. Nach der Paarung im Frühling legen die Weibchen ihre Eier einzeln ab. Es gibt nur eine Generation im Jahr. |      |

### Libellen
Im Wienerwaldgebiet lebten im Jahr 2017 mehr als 30 Libellenarten.
| Name                     | wissenschaftlicher Name | Beschreibung | Foto     |
| ------------------------ | ----------------------- | --- | -------- |
| Azurjungfer              | Enallagma cyathigerum   | Die Azurjungfer ist eine Schlanklibelle, die 3,5 cm groß wird. Die Männchen haben eine leuchtend blaue Grundfärbung, die Weibchen sind bräunliche, grünlich oder zartblaue. Diese Libellenart kann in einem Jahr zwei Generationen hervorbringen, die flugfähigen Insekten leben meist nur wenige Wochen.                                                                                         | zentrier |
| Blauflügel-Prachtlibelle | Calopteryx virg         | Die Körperlänge der Libelle beträgt ca. 5 cm und die Flügelspannweite 6–7 cm. Männchen haben eine metallisch glänzende Körperfärbung und dunkel gefärbte Flügel, Weibchen haben durchscheinend bräunliche Flügel. Die Larven haben eine zweijährige Entwicklungszeit, die Libellen leben meist nur 1 bis 2 Wochen, beide ernähren sich räuberisch.                                                | zentrier |
| Blaugrüne Mosaikjungfer  | Aeshna cyanea           | Die Körperlänge der Libelle beträgt 7–8 cm und die Flügelspannweite 10–11 cm. Die Tiere sind mosaikartig schwarz und grün gefärbt, bei den Männchen sind die letzten drei Hinterleibsegmente schwarz-blau gescheckt. Sie erreichen eine Fluggeschwindigkeit von bis zu 40 km/h. | zentrier |
| Grüne Keiljungfer        | Ophiogomphus cecilia    | Die Grüne Keiljungfer hat einen ca. 5,5 cm langen Körper, schwarz mit gelblichen oder grünen Flecken. Die Flügelspannweite beträgt 6–7 cm. Sie lebt räuberisch und frisst vor allem Kleininsekten wie Blattläusen und Gelsen. Die Entwicklung der Larve dauert mindestens 3 Jahre. |          |
| Blutrote Heidelibelle    | Sympetrum sanguineum    | Die Blutrote Heidelibelle wird etwa 3,5 cm groß mit einer Flügelspannweite von 5,5–6,5 cm. Sie hat schwarze Beine, der Hinterleib ist beim Männchen intensiv rot gefärbt, das Weibchen hingegen gelbbraun bis rötlich. Die Eier werden im Flug in das Wasser abgeworfen oder abgestreift. Die Entwicklung der Larven dauert 6 bis 10 Wochen. Die geschlechtsreifen Tiere leben nur wenige Wochen. |          |

### Käfer
Von den vielen Käferarten im Wienerwald werden im Folgenden einige Beispiele genannt.
| Name          | wissenschaftlicher Name   | Beschreibung | Foto |
| ------------- | ------------------------- | --- | ---- |
| Alpenbock     | Rosalia alpina            | Der Alpenbock wird bis zu 4 cm groß und ist blau mit schwarzen Flecken. Seine Fühler sind ebenfalls rund 4 cm lang. Der Käfer lebt fast ausschließlich in Rotbuchenwäldern und braucht stehendes Totholz in sonniger Lage. In diese Holz legt das Weibchen die Eier ab, die Entwicklung dauert 3 bis 4 Jahre.                                              |      |
| Hainlaufkäfer | Carabus nemoralis         | Dieser bronzefarbene Laufkäfer wird 18–28 mm groß. Sein bevorzugter Lebensraum sind harte Auen. Er ernährt sich von anderen Insekten, vor allem Schmetterlingsraupen. |      |
| Hirschkäfer   | Lucanus cervus            | Die Männchen der Hirschkäfer werden bis zu 8 cm lang und tragen hirschgeweihartigen Zangen im Oberkiefer. Die Weibchen bleiben kleiner und haben ein normales Oberkiefer. Von der Eiablage in morschen Baumstümpfen bis zur Entwicklung des Käfers vergehen 5 bis 8 Jahre. Durch das das Aufräumen und Bewirtschaften der Wälder sind die Ziere gefährdet. |      |
| Marienkäfer   | Coccinella septempunctata | Der Marienkäfer wird 5,5–8 mm groß. Die Flügeldecken sind ziegelrot mit 7 schwarzen Punkten. Beine, Kopf und Halsschild sind schwarz, das Schild hat 2 gelbe Flecken. Die Flugzeit dauert von April bis November. Er ernährt sich von Blattläusen und Schildläusen.                                                                                        |      |

### Spinnen
Bei einem Biodiversitätsmonitoring wurden 171 Spinnenarten im Wienerwald nachgewiesen.
| Name                      | wissenschaftlicher Name | Beschreibung | Foto |
| ------------------------- | ----------------------- | --- | ---- |
| Gehörnte Kreuzspinne      | Araneus angulatus       | Die Weibchen der Gehörnten Kreuzspinne erreichen eine Größe von 15–18 mm, die Männchen werden nur 10 mm groß. Der Vorderkörper ist rötlichbraun mit weißen Haaren, die Brust dunkelbraun bis schwarz. Auf dem hellbraun bis braunen Hinterkörper haben die Tiere zwei Höcker mit dunkleren Flecken. |      |
| Zweihöcker-Spinnenfresser | Ero furcat              | Die Tiere haben eine Größe von 2,5–4,8 mm, wobei die Weibchen größer als die Männchen werden. Tagsüber ist die Spinne meist versteckt unter Blättern und Zweigen, am Abend macht sie Jagd auf andere Spinnen. Dazu rüttelt sie an Fäden am Netz einer anderen Spinne, als wäre sie ein gefangenes Insekt. Nähert sich die Netzbesitzerin, packt sie diese mit ihren langen Vorderbeinen, beißt sie in ein Bein, worauf das Gift die Beute augenblicklich lähmt. |      |

## Sonstige Tiere
| Name       | wissenschaftlicher Name     | Beschreibung | Foto |
| ---------- | --------------------------- | --- | ---- |
| Steinkrebs | Austropotamobius torrentium | Der Steinkrebs ist ein 8–12 cm langer Allesfresser, der zu den Flusskrebsen zählt. Die Männchen haben große kräftige Scheren, die Scheren der Weibchen sind kleiner. Er ist nachtaktiv und braucht naturnahe, kühle und klare Gewässer. |      |